# Linyphantes pacificus (Banks)
Linyphantes pacificus là một loài nhện trong họ Linyphiidae.
Loài này thuộc chi Linyphantes. Linyphantes pacificus được Banks miêu tả năm 1906.

## Voorkomen
Loài này được phát hiện ở Hoa Kỳ.